# Rheinzabern
Rheinzabern est une municipalité allemande de Rhénanie-Palatinat, à proximité du Rhin et au sud de Mayence. Faisant partie de l'arrondissement de Germersheim dans la Verbandsgemeinde de Jockgrim, elle compte environ 5 000 habitants.
On y trouve le Terra-Sigillata-Museum, musée archéologique consacré notamment à la céramique sigillée. Le site de Rheinzabern (Rhenanae Tabernae) s'affirma en effet au cours de la seconde moitié du IIe siècle comme l'un des plus importants centres de production de l'est de la Gaule.

## Liens externes

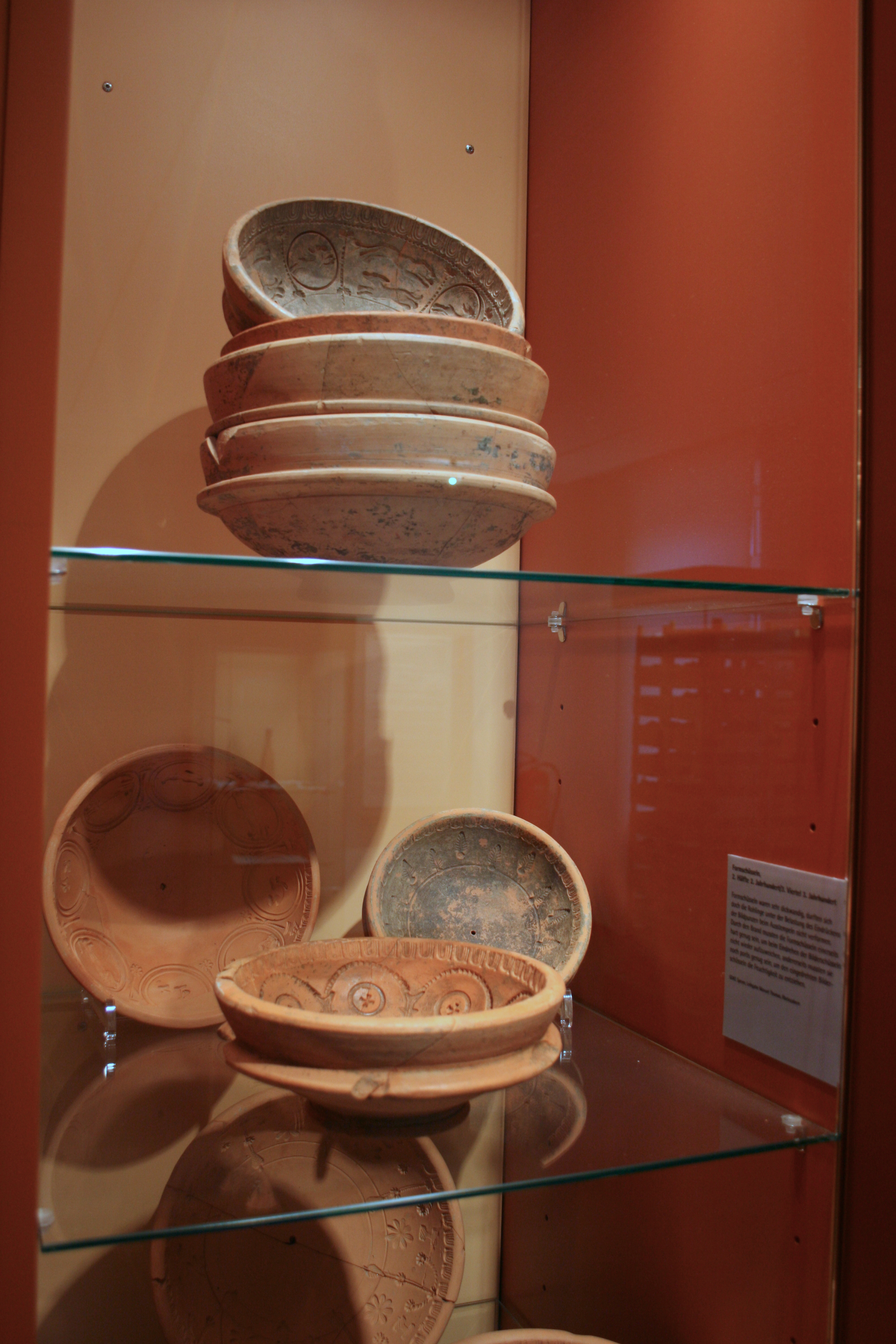
Moules pour plat en céramique d'époque romaine exposés au Terra Sigillata Museum
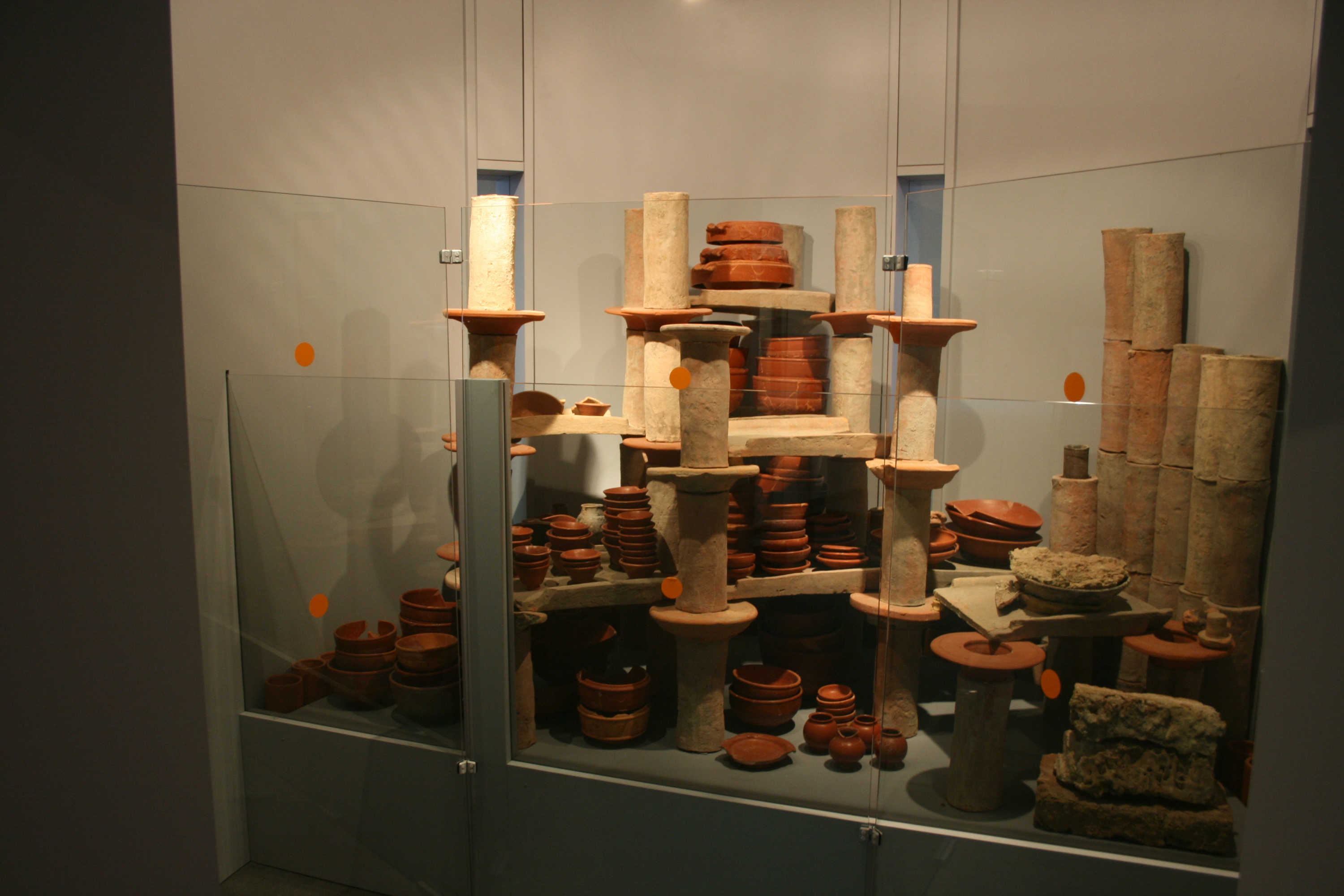
Exemple de vitrine du musée
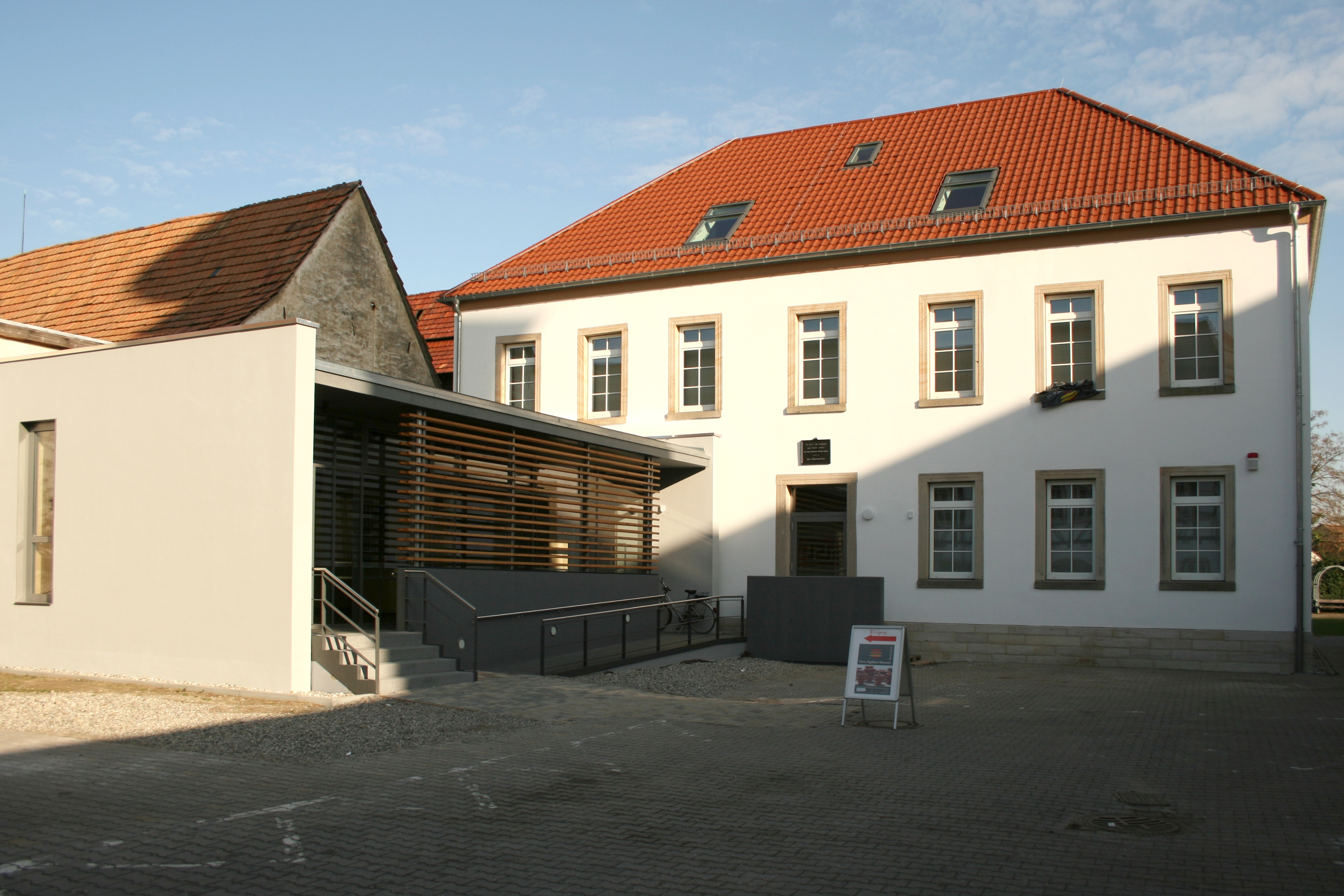
Musée Terra Sigillata
Localisation de Rheinzabern dans la Verbandsgemeinde et dans l'arrondissement